# راه‌آهن استیتن آیلند
راه‌آهن استیتن آیلند (به انگلیسی: Staten Island Railway) سیستم قطار شهری در منطقه استیتن آیلند، نیویورک است.
این قطار شهری در سال ۱۸۶۰ تأسیس شده و دارای ۲۲ ایستگاه و ۲۲٫۵ کیلومتر طول می‌باشد.

## نقشه

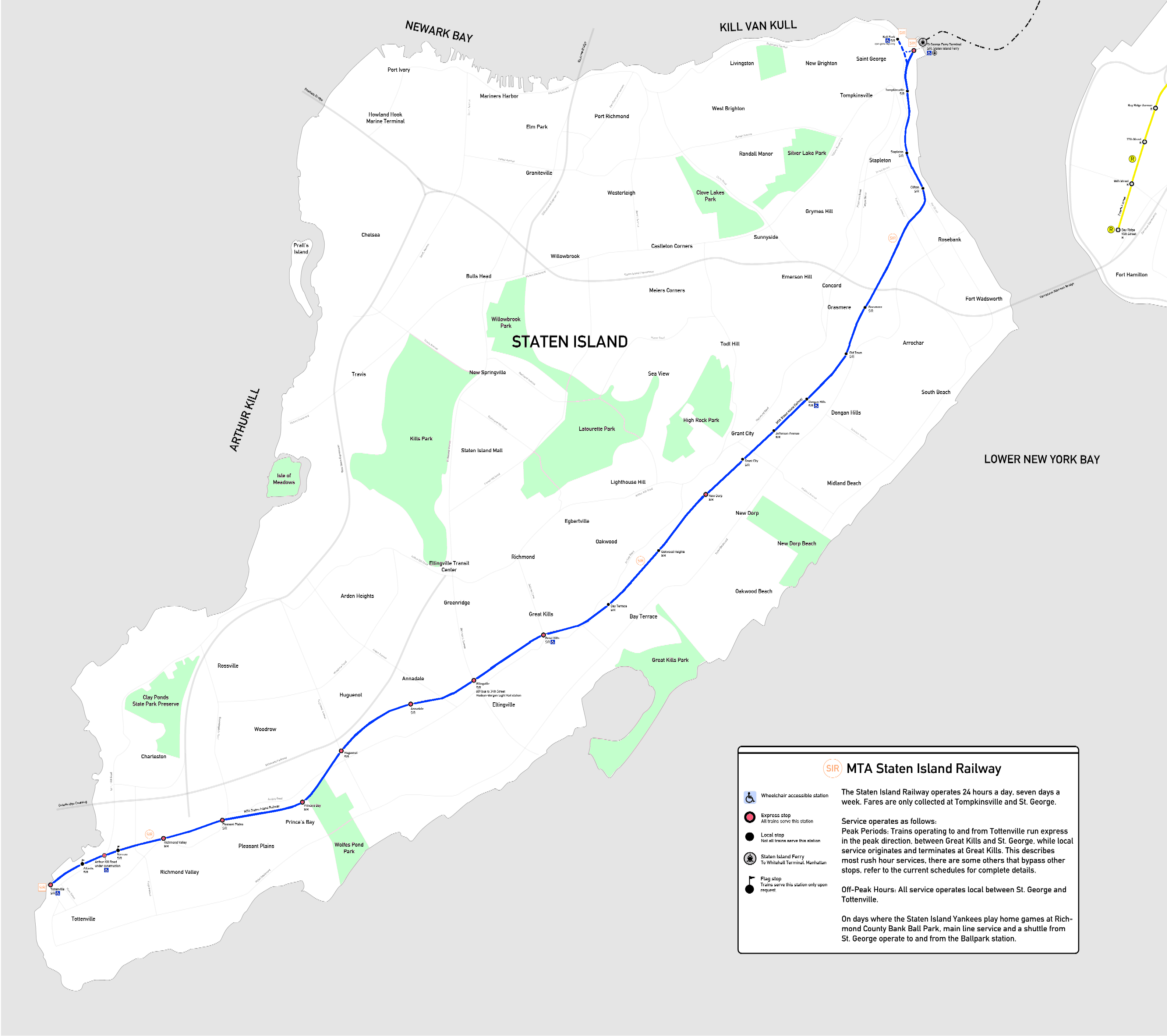
Ballpark station no longer served.